# Cees Bijl
Cornelis (Cees) Bijl (Enkhuizen, 27 juni 1955) is een Nederlands jurist, politicus en bestuurder. Hij is lid van de PvdA. 

## Biografie
Bijl heeft fiscaal recht gestudeerd aan de Rijksuniversiteit Leiden en heeft daarna gewerkt als belastinginspecteur. Hij begon zijn politieke loopbaan in 1978 als gemeenteraadslid in Enkhuizen en vier jaar later werd hij er wethouder. In oktober 1990 werd hij burgemeester van Leeuwarderadeel en begin 1998 volgde zijn benoeming tot burgemeester van Meppel. Drie jaar later maakte hij dezelfde overstap naar Emmen, wat hij tot 2016 zou blijven. Hier werd hij opgevolgd door Eric van Oosterhout. Daarnaast was hij vicevoorzitter van de PvdA in Drenthe.

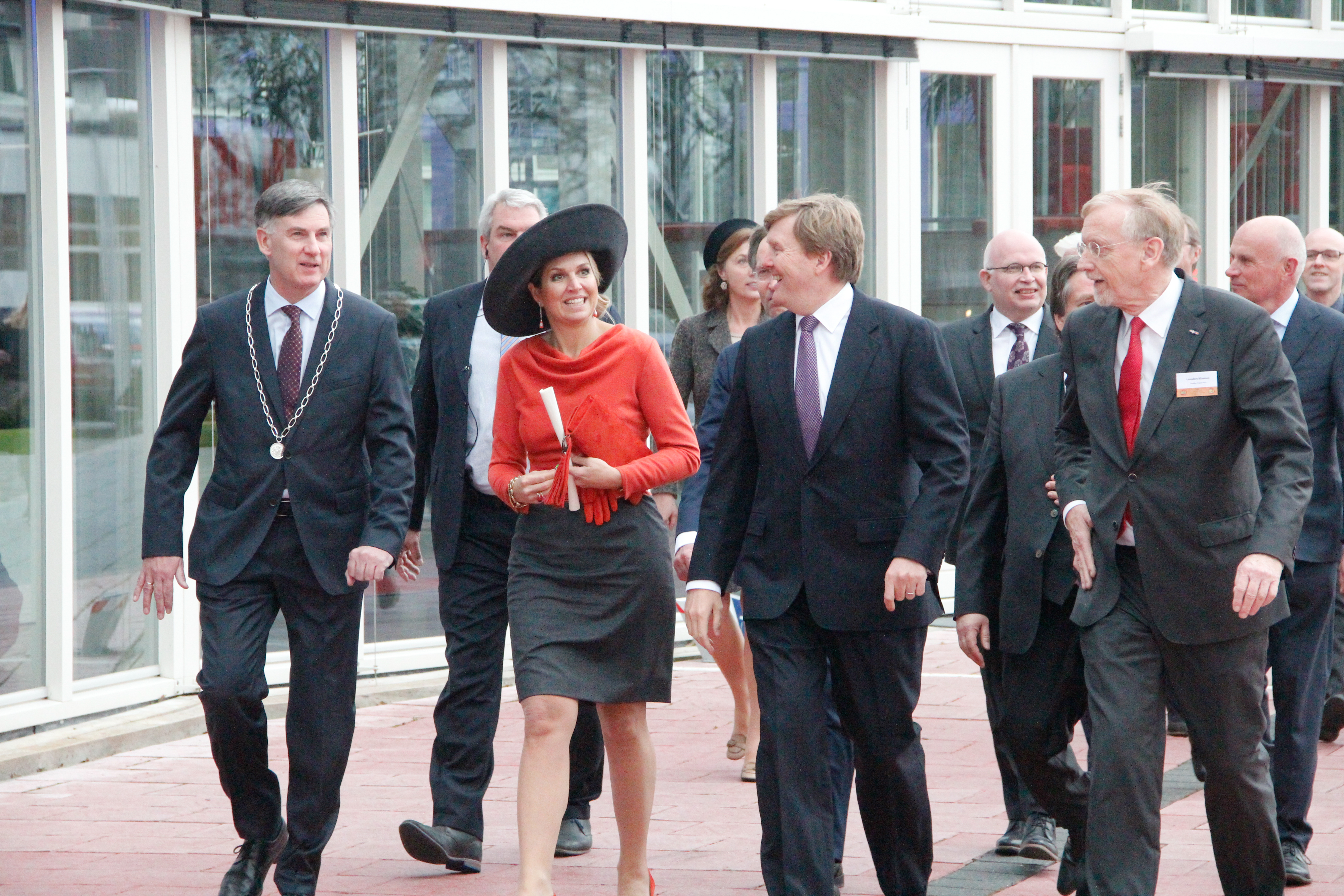
Bijl en Koning Willem-Alexander en Koningin Maxima tijdens hun bezoek aan Emmen (2015).

In mei van hetzelfde jaar werd Bijl gedeputeerde van Drenthe als opvolger van Ard van der Tuuk. In 2021 werd hij door Binnenlands Bestuur en Necker van Naem genomineerd als Beste Lokale Bestuurder 2020. Hij werd door het blad omschreven als ‘deskundig, daadkrachtig en analytisch’. Als voorbeeld wordt zijn aanpak rondom de provinciale weg N34 Emmen-Groningen genoemd.
Op 1 december 2021 ging Bijl met pensioen en op diezelfde dag werd hij waarnemend burgemeester van Midden-Drenthe als opvolger van de afgetreden Mieke Damsma. Op 5 september 2023 werd Jan Zwiers burgemeester van Midden-Drenthe. Met ingang van 19 juni 2024 werd hij waarnemend burgemeester van Meppel. Op 1 april 2025 werd Arjen Maathuis burgemeester van Meppel.
Bijl werd onder andere voorzitter van de raad van toezicht van stichting ZINN in Haren, Groningen en Hoogezand, voorzitter van de stichting Nazorg Ouwsterhaule in Friesland, voorzitter van de raad van advies van Peter van Dijk Holding in Emmen en voorzitter van de raad van commissarissen van FC Emmen.
Daarnaast werd Bijl voorzitter van de raad van toezicht van de stichting Zorgpartners Friesland (ZPF) en daarmee voorzitter van de raad van commissarissen van Medisch Centrum Leeuwarden, Noorderbreedte, Thuiszorg Het Friese Land en Tjongerschans. Verder werd hij voorzitter van Geopark de Hondsrug en de Maatschappij van Weldadigheid.
Bijl werd ook lid van de raad van toezicht van de Stichting Nedersaksenlijn, lid van de raad van toezicht van de Greenwise Campus Emmen, lid van de raad van advies van de Anne Buursema Foundation en bestuurslid van de Stichting Administratiekantoor Fuhler Beheer BV.
Bijl trouwde kreeg vier kinderen. Hij werd in 2021 ridder in de Orde van Oranje-Nassau.